# 天気石

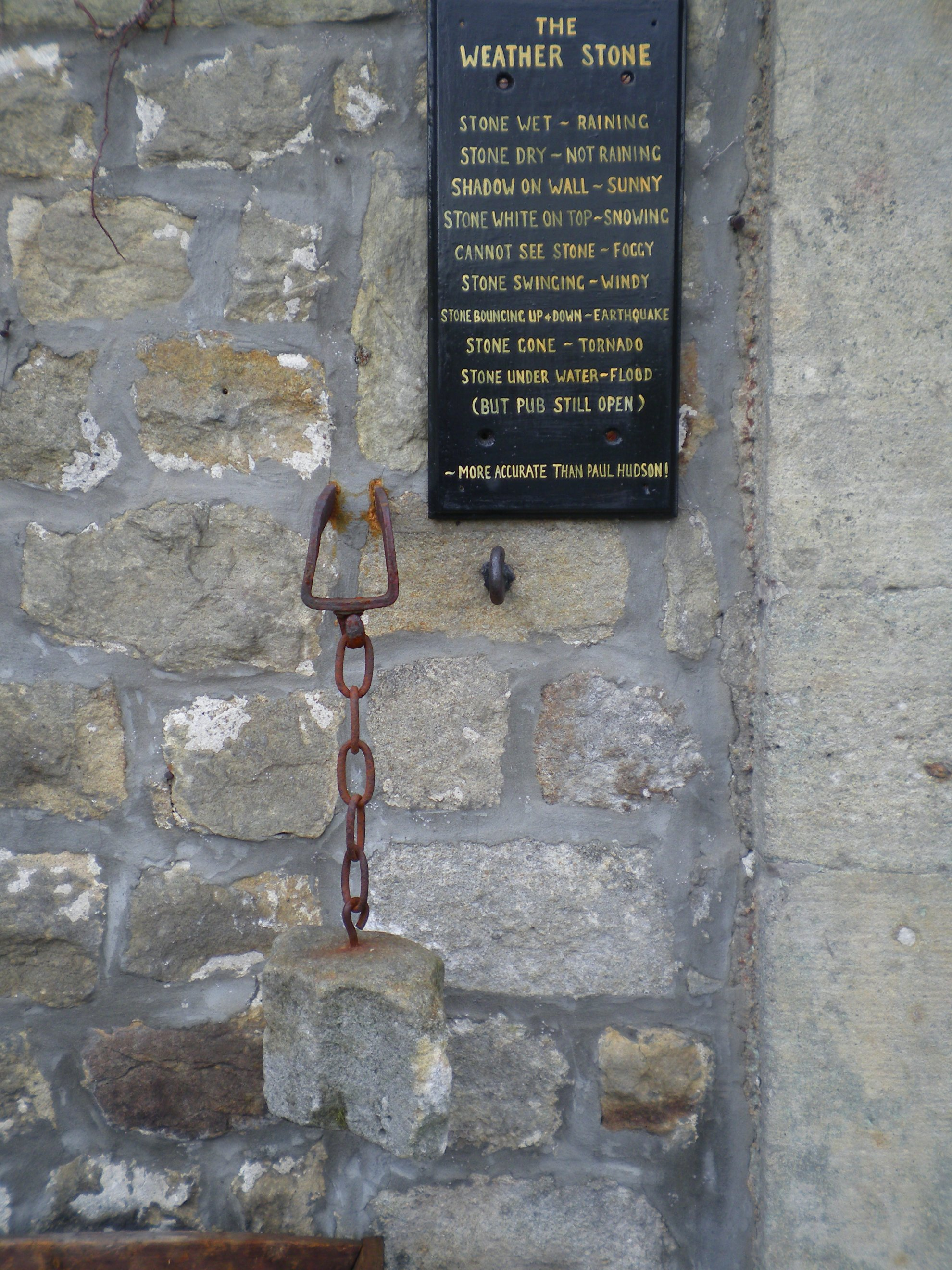
イングランドのノース・ヨークシャーのクレイブン地方のバーデン (クレイブン地方)にあるパブと多目的ホールの店「クレイブン・アームズ」に設置されている天気石は、BBCの気象予報士であるポール・ハドソンよりも正確だと評判である。

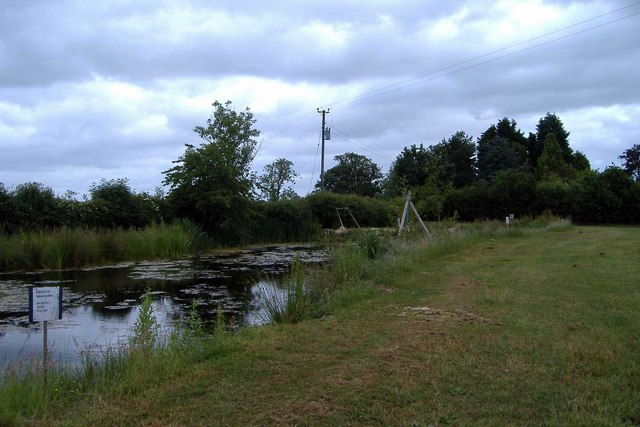
イングランドのチェシャーのオードレムのキンゼイ・ヒースにある自然保護区域の池では、三脚に天気石が吊るされている。

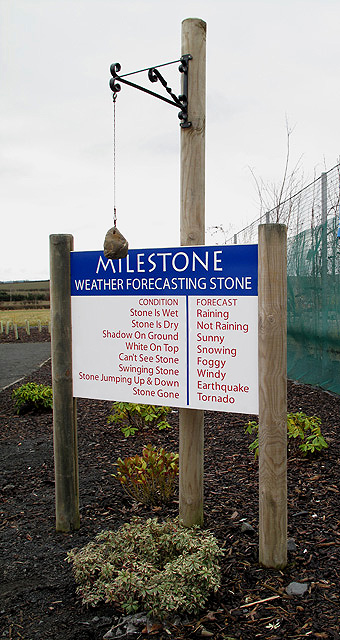
スコットランドのスコティッシュボーダーズのニュータウン・セント・ボスウェルズにある、マイルストーン天気石

天気石（てんきいし）またはお天気石（おてんきいし）（英語: weather rock または 英語: weather stone）は、石の様子を観察すると、その日の天気がわかってしまうという石である。天気を予報する石ではない。現代の天気予報に使われている複雑な技術と、その精度が完璧でないことを揶揄するユーモアのある芸術作品ともいえる。石は通常、三脚に吊るされており、その読み方を説明するための看板が添えられている。

## 概要
天気石を「読む」ために、一般的に提供されている説明の例としては、以下のようなものがある。
- もし石が濡れている状態であれば、雨が降っていることを意味する。
- もし石が横に揺れている状態であれば、風が吹いていることを意味する。
- もし石の影ができている状態であれば、太陽が照っていることを意味する。
- もし石の影ができておらず、かつ濡れていない状態であれば、空が曇っていることを意味する。
- もし石を見ることが難しい状態であれば、霧がかかっていることを意味する。
- もし石が白い状態であれば、雪が降っていることを意味する。
- もし石に氷が張っている状態であれば、霜が降りていることを意味する。
- もし氷が厚い状態であるならば、霜が多いことを意味する。
- もし石が上下に揺れている状態であれば、地震が起きていることを意味する。
- もし石が水面より下にある状態ならば、洪水が起きていることを意味する。
- もし石が温かい状態であれば、晴れていることを意味する。
- もし石が無くなっていれば、竜巻が発生したことを意味する。
- もし石が濡れており、かつ、激しく横に揺れている状態であれば、熱帯低気圧が来ていることを意味する。
- もし石がそこにあるように感じられるが見ることができない場合は、夜であることを意味する。
- もし石に白い飛沫がかかったら、鳥に注意する必要がある。
- もし石が2つある状態であれば、あなたは酔っ払っている。飲むのをやめなさい。

看板には天気石を適切に管理するために「天気石は精巧に調整された楽器のようなものなので、触らないでください。」という説明が含まれていることもある。

## 石を吊るしている紐に関するバリエーション
石を吊るしている紐に関する説明が看板に書かれていることもある。
- もし紐が燃えている状態であれば、山火事が起きていることを意味する。
- もし紐が切れている状態であれば、ウェンディゴが通り過ぎたことを意味する。

## 設置場所
天気石は世界中の様々な場所に設置されている。いくつかの例を示す。
- アメリカ合衆国
  - ニューヨーク州のフォート・ドラム（英語版）にある軍事基地[3]
  - ミシガン州クレア郡のキャンプ・ロータリーにあるネイチャー・エリアにおいて、ボーイスカウトのサマーキャンプの一環で設置される。[要出典]
  - カリフォルニア州アーノルドにあるボーイスカウトのサマーキャンプ「キャンプ・ウォルフェボロ」。
  - ロードアイランド州ロックビル (ロードアイランド州)（英語版）にあるボーイスカウトのサマーキャンプ「キャンプ・ヨーグーグ（英語版）」
  - カリフォルニア州のタホ湖の近くにあるドナー・パス（英語版）史蹟
  - ペンシルベニア州クリアフィールド郡にあるエリオットの天気石[4][5]
  - イリノイ州にあるミラーパーク動物園（英語版）
  - オレゴン州ロードデンドロン (オレゴン州)（英語版）、ロード10沿いのジグザグ川（英語版）付近
  - オレゴン州オレゴンシティのハイウェイ213付近のスパングラー・ロード[6]
  - カリフォルニア州ボロン (カリフォルニア州)（英語版）のエドワーズ空軍基地の近くにあり宇宙飛行士の行きつけの店として有名なメキシカン&シーフードレストラン「ドミンゴ」[要出典]
  - オハイオ州ケンジントン (オハイオ州)（英語版）のセブンレンジズ（英語版）のボーイスカウトのキャンプ
  - オハイオ州ウェイクマン (オハイオ州)（英語版）のファイアランド（英語版）のスカウト運動のキャンプ
  - バージニア州ロックブリッジ郡ベスビウス (バージニア州)（英語版）のネイチャーキャンプ
  - ミシガン州スプリングレイク（英語版）のホフマスター州立公園（英語版）近くのポンタルナ通りにあるアイスクリーム店「ウィッピー・ディップ」。
  - バージニアビーチのリンヘイブン（英語版）の入り江にある釣り桟橋
  - アーカンソー州ハーディ (アーカンソー州)（英語版）のボーイスカウトのサマーキャンプ「キアキマ・キャンプ（英語版）
  - 「カサ・スル・ラーゴ」

- カナダ
  - オンタリオ州のパンケーキ・ベイ州立公園（英語版）近くのパンケーキ・ベイ交易所

- オーストラリア
  - ニューサウスウェールズ州リスゴー (ニューサウルウェールズ州)（英語版）にあるマクドナルドの店外
  - ニューサウスウェールズ州テンターフィールド（英語版）
  - 西オーストラリア州のパナウォニカ（英語版）[7]

- オランダ
  - オーステンドルプ（オランダ語版）

- イギリス
  - スコットランドのアウター・ヘブリディーズのバーナリー（英語版）にある「ロブスター・ポット・ティールーム」

- 南アフリカ
  - ポート・アルフレッド（英語版）にあるハリヤード・ホテル

- アルゼンチン
  - エル・カラファテのパタゴニア氷博物館（英語版）

- 日本
  - 静岡県富士宮市の奇石博物館[1]